# Долина коней
Долина коней (англ. The Valley of Horses) — це епічний роман історичної фантастики американської письменниці Джін М. Ауел, продовження роману «Клан печерного ведмедя», друга книга в серії «Діти Землі».

## Стислий сюжет
Книга починається з подій, що завершують роман «Клан печерного ведмедя». Тут детально розповідається про життя молодої кроманьйонської жінки на ім'я Ейла, яка щойно була вигнана з клану, племені неандертальців, які виховали її з раннього дитинства. Ейла вирушає у незвідану дорогу в пошуках подібних до неї людей, яких клан називає «Іншими».
У паралельному сюжеті роману оповідається як Джондалар, молодий кроманьйонський чоловік з «Дев'ятої печери Зеландонії», супроводжує свого завзятого до мандрів молодшого брата Тонолана, який виконує традиційний обряд переходу в доросле життя, під назвою: «Велика подорож». У цих епізодах ми дізнаємося про палеолітичну природу кроманьйонців, зосереджену на поклонінні «Великій Матері», і слідкуємо за їхніми пригодами та сексуальними подвигами. Саме в цих епізодах розкривається природа ворожнечі між «Іншими» та «Кланом» (яких кроманьйонці зневажливо називають «плоскоголовими»). Інші неодноразово переслідували клан, забираючи в них їхні землі та ресурси, і виправдовують це тим, що вважають їх тваринами. Однак, під час своїх пригод, Джондалар починає ставити під сумнів цю думку, зазначаючи, що жодна інша тварина не має вогню, знарядь праці та не вміє розумово спілкуватися зі своїми родичами.
Ейла, самотня після ритуального вигнання зі свого клану, її колишнього племені (єдиних людей яких вона знала, коли стала дорослою), подорожує невпинно вже майже півроку з півострова Беранського моря на північ. Вона з небезпекою для життя перепливе Велику річку, рухатиметься далі на північ, поки не знайде величезну долину, що занурилася глибоко в ландшафт периглаціальних лесових степів сучасної України. Стурбована тим, що вона ніколи не знайде Інших, вона починає готуватися до зими. Знайшовши на високому березі Великої річки відповідну печеру та безліч зручностей у долині, вона налагоджує там комфортне, але самотнє життя. А за півтори сотні кілометрів на північ, «дихав» нестерпним холодом одвічний льодовик.
Її прагнення до товариства підказує їй приручити лоша, матір якого вона вбила, щоб забезпечити себе їжею на зиму; назвавши його Вінні. Вона також приносить в свою печеру та лікує поранене дитинча печерного лева, якого вона називає Малюком.
У ході своєї подорожі Джондалар і Тонолан познайомилися з жінками племені Шарамудої і сподіваються залишитися з ними жити, але Джетаміо, дружина Тонолана помирає під час пологів, а Джондалар відчуває, що він не дуже закоханий у свою подругу Сереніо. Тому вони розпрощалися з гостинним плем'ям і продовжують свою подорож. Вони нарешті добираються до гирла Великої Матері-річки де вона впадає в Беранське море. На своєму шляху зустрічаються з людьми Мамутої, плануючи приєднатися до них десь через рік, на зворотному шляху. Далі вони вирушили на північ.
Джондалар та Ейла зустрічаються випадково, коли Тонолана вбиває печерний лев — Малюк, який вже на той час повністю виріс і завів своєю власну левицю. Ейла проганяє Малюка і виліковує травми Джондалара. Вони починають вчитися спілкуватися та пізнавати один одного. Джондалар долає свої вроджені забобони щодо Клану, а Ейла дізнається, що всі її особливості зовнішності, мислення, мови, які не сприймалися, а інколи викликали ворожість деяких членів Клану, насправді повністю приймаються та заохочуються племенем Інших.
Двоє молодих людей закохуються і вирішують покинути «Долину коней» та дослідити незвідані регіони навколо цієї долини, де Ейла ще не була.